# Håkon Ier de Norvège
Haakon Ier, surnommé le Bon (vieux norrois Hákon góði, norvégien Håkon den Gode) né vers 920, mort vers 961, fut le troisième roi de Norvège.

## Biographie
Plus jeune fils de Harald Ier à la belle chevelure (Haraldr hárfagri), né de sa relation avec une concubine Tora Mosterstong (en vieux norrois : Þóra Morstrstǫng ), il échappa au fratricide (son demi-frère aîné Éric hache sanglante a tué ses 17 autres frères et demi-frères) car il était en fosterage au sein de la cour du le roi anglo-saxon Æthelstan. Cela faisait partie d'un accord de paix conclu par son père, et il fut alors surnommé Adalsteinfostre (Aðalsteinsfóstri). Æthelstan lui fit suivre une éducation chrétienne et à la nouvelle de la mort de son père lui fournit des bateaux et des troupes pour organiser une expédition contre Éric Ier. En 934, il arrive en Norvège et convoque un thing dans différentes régions de Norvège afin de confirmer son statut royal. Il obtient dès lors le soutien des propriétaires terriens en leur promettant de réduire leurs taxes.
Éric dut partir et concentra ensuite ses efforts sur les îles Britanniques. Ses fils s'allièrent avec les Danois pour reprendre le trône de Norvège, mais furent systématiquement battus par Håkon. Ce dernier réussit tout, sauf imposer le christianisme qui souleva une si grande opposition qu'il ne se sentait pas assez fort pour la surmonter. Il fut mortellement blessé à la bataille de Fitjar qu'il a pourtant remportée contre les fils d'Éric. Un poème, le Hákonarmál d'Eyvindr Skáldaspillir, le représente accueilli par les dieux du ciel dans le Valhalla.
Durant son règne, Hakon tente de christianiser la Norvège mais échoue. De plus, il est en conflit avec les fils d'Éric Ier, ce qui affaiblit son pouvoir et la capacité du royaume à se défendre. Harald Ier s'immisce dans les affaires norvégiennes et parvient à prendre le contrôle de la région du fjord d'Oslo, tel qu'il le présente sur sa pierre de Jelling. Face à cette situation, Hakon pourrait être à l'origine de la mise en place d'un nouveau système de défense contrôlé par le roi, le leidang, grâce auquel il est en mesure de rapidement lever une flotte. Ce système indique que la royauté norvégienne s'éloigne de l'ancien système fondé sur les raids.
Grâce à ses liens étroits avec la cour royale anglaise, Hakon contribue à intégrer des éléments culturels anglo-saxons ainsi qu'à soutenir la politique de christianisation. De grandes croix sont érigées sur certains sites païens durant le règne d'Hakon.
Le problème de sa succession - il n'avait pas d'enfants - fut résolu par l'accession de Harald II, troisième fils d'Éric, après avoir défait Hakon en 961 avec le soutien du roi du Danemark Harald Ier lors de la bataille de Fitjar (en). Au décès d'Hakon, le royaume de Norvège est morcelé entre différentes prétentions territoriales et est sous tutelle danoise.
Håkon serait à l'origine de l'unification du Noël chrétien et de la fête du Midtvintersblot (fête du milieu de l'hiver), où le lutin Julenisse distribuait des cadeaux.

## Sources
1. 1 2 3 4  Lucie Malbos, Les peuples du Nord: De Fróði à Harald l'Impitoyable (Ier – XIe siècle), Belin, 2024 (ISBN 978-2-410-02741-9, lire en ligne), p. 286-287
2. ↑  Malbos 2024, p. 365.
3. ↑  Malbos 2024, p. 487, 497.
4. ↑  Rulership in 1st to 14th century Scandinavia: royal graves and sites at Avaldsnes and beyond, De Gruyter, coll. « Ergänzungsbände zum Reallexikon der germanischen Altertumskunde », 2020 (ISBN 978-3-11-042110-1 et 978-3-11-042115-6)

- (no) Claus Krag, « Håkon 1 Adalsteinsfostre », Norsk biografisk leksikon, consulté le 5 octobre 2013.
- (en) Knut Gjerset, History Of The Norwegian People, vol. I & II, New York, The Mac Millan Company Andesite Press (réédition), 507 p. (ISBN 9781376361513), p. 164-168 § 33 Haakon The Good.
- Heimskringla de Snorri Sturluson traduit du vieil islandais introduit et annoté.
- Histoire de Hakon le Bon dans Histoire des rois de Norvège par François-Xavier Dillmann "L'aube des peuples" * Gallimard Paris 2000  (ISBN 2-07-073211-8).
- (en) Sagas of the Norse Kings : Hakon the Good Chapitre IV Everyman's Library.